# Dichrooscytus junipericola
Dichrooscytus junipericola är en insektsart som beskrevs av Knight 1968. Dichrooscytus junipericola ingår i släktet Dichrooscytus och familjen ängsskinnbaggar. Inga underarter finns listade i Catalogue of Life.